# Lysimachia grandiflora
Lysimachia grandiflora är en viveväxtart som först beskrevs av Adrien René Franchet, och fick sitt nu gällande namn av en auktor med förkortningen Hand.-mazz. Lysimachia grandiflora ingår i släktet lysingar, och familjen viveväxter. Inga underarter finns listade i Catalogue of Life.